# Oca di Lomellina
L' oca di Lomellina è originaria della Lombardia, il suo manto è bianco e screziato di grigio, il maschio raggiunge un peso di 8 Kg, mentre la femmina i 7 kg.
Alcuni esperti sostengono che quest'oca non può essere considerata una razza selezionata, ma un normale incrocio con diverse tipologie di oche, ritenendo che siano nate da un allevamento rurale dove le oche non erano divise per razza.
Lo zoologo italiano Teodoro Pascal scrisse che in diverse regioni italiane in particolare la Lomellina, le oche venivano condotte al pascolo per poi rientrare nelle proprie abitazioni a fine giornata.
Nonostante tutto, gli allevatori della Lomellina sostengono che questo tipo di oca sia abbastanza conosciuta.